# Platinum Arena
Platinum Arena (rus. Платинум Арена) je sportovní a zábavní komplex v Chabarovsku. Je ve vlastnictví Chabarovského kraje. Nachází se v samotném centru Chabarovska, na adrese: st. Dikopoltseva 12. Areál pojme 7100 diváků na hokejové zápasy a až 8500 na koncerty .

## Všeobecní informace
Komplex byl vybudován v období od března 2000 do srpna 2003. Podnětem bylo rozhodnutí zastupitelství Chabarovského kraje a města Chabarovsk za finanční podpory těžební společnosti Artel Amur. Komplex byl navrhnut a postaven speciálně pro vyřešení akutního problému města v pořádání velkých soutěží, koncertů, festivalů, zápasů ruského mistrovství v ledním hokeji, her ruského mistrovství ve volejbalu a jiných akcí. Od podzimu 2003 pořádala Platinum Arena jednu sezonu domácí zápasy HC Amur a od sezóny 2010/2011 se Platinum Arena SZK stala také dějištěm domácích zápasů MHC Amurští tygři hrající MHL .
V roce 2008 převedla těžební firma Artel Amur stadion do vlastnictví Chabarovského kraje. Správu a údržbu budovy zajišťuje Státní autonomní instituce "Sportivnaja škola" Chabarovské regionální centrum rozvoje hokeja "), podřízené ministerstvu sportu Chabarovského kraje. https://minsport.khabkrai.ru/ Archivováno 2. 4. 2022 na Wayback Machine. Na kluzištích Platinum Areny probíhá intenzivní výuka hokeje pro dětí ve věku od 4 do 18 let.

## Struktura komplexu
SZK Platinum Arena je multifunkční sportovně-zábavní areál určený pro:
- sportovní soutěže (lední hokej, volejbal, krasobruslení, krátká dráha, curling, box, všechny druhy zápasu, basketbal, společenské tance, gymnastika);
- koncerty hvězd světového formátu (operní pěvci, symfonické orchestry, moderní zahraniční i domácí popové hvězdy);
- cirkusová představení;
- výstavy a veletrhy.

## Umístění
Areál o rozloze 5,94 hektaru, na kterém se nachází SZK Platinum Arena, se nachází v centrálním okrese Chabarovsk na křižovatce dvou důležitých dopravních a pěších komunikací a je pokračováním zelené zóny s městskými rybníky a rozlehlým parkem. Upravený areál kolem Platinum Areny SZK zahrnuje fontány, sadové úpravy, umělé osvětlení a tři parkoviště pro 500 aut.

## Ocenění
Podle výsledků soutěže v rámci Národního fóra „Sportovní odvětví Ruska“ získal sportovní a zábavní komplex „Platinum Arena“ diplom Hospodářské a průmyslové komory Ruské federace za vytvoření moderní průmyslové, finanční a obchodní infrastruktury v Rusku v části "Nejlepší sportovní zařízení - 2003".

## Soutěž

### Hokej
- Kontinentální hokejová liga (od roku 2008)
- Youth Hockey League (od roku 2010)
- Asijská hokejová liga (2004-2005)
- Mistrovství Ruska v ledním hokeji v Super League (2003-2004, 2006-2008)
- Ruské mistrovství v ledním hokeji v hlavní lize (2004-2006)
- Asijský pohár mládeže v ledním hokeji (2013)

### Volejbal
- Ruské mistrovství žen ve volejbale (2003-2012)
- Ruský ženský volejbalový pohár ( 2003, 2005, 2008, 2009 )
- Ženský volejbalový pohár Sibiře a Dálného východu ( 2003, 2004 )
- Volejbal World Grand Prix
- Pohár evropských konfederací žen ve volejbale (2007-2008)
- Světová liga ve volejbale

## Koncerty zahraničních interpretů

### Sólové koncerty
- Demis Roussos (2003)
- Deep Purple (2004, 2010)
- O-Zone (2004)
- Dio (2005)
- Boney M. (2006, 2010)
- Chris Norman (2006)
- Thomas Anders (2008)
- Scorpions (2009)
- Patricia Kaas (2009)
- Gary Moore (2010)
- Toto Cutugno (2010)
- Nazareth (2011, 2012)
- Uriah Heep (2011)
- No Smoking Orchestra (2013)
- Roxette (2014)
- Skillet (2019)

### Festival "Monsters of Rock" (21.06.2009)
- Kingdom Come
- The Rasmus
- Alice Cooper
- Scorpions

### Spolu s Dalekovýchodním symfonickým orchestrem (13.05.2015)
- Dan McCafferty
- John Lawton
- Graham Bonnet